# Богдан Чиплић
Богдан Чиплић (Нови Бечеј, 2. новембар 1910 – Београд, 23. јун 1989) био је српски књижевник, преводилац и управник Српског народног позоришта. Објавио је више од тридесет књига песама, приповедака, романа, хроника, драма. Његова дела приказивана су на радију, телевизији и у позориштима.

## Биографија[3]

### Породица
Његови родитељи, отац Жарко и мати Сара, били су учитељи. Богдан је средњи од три сина Саре и Жарка Чиплића. Млађи брат, Милоје, иначе песник, кратко је радио у Српском народном позоришту као благајник а у штампи се јављао чланцима о новосадском театру.

### Образовање
У родном месту је похађао основну и грађанску школу и пети и шести разред гимназије (1920–1926), седми у Сомбору (1927), а осми у Србобрану (1928). Дипломирао је етнологију на Филозофском факултету у Београду (1928–1932).

### Каријера
Од новембра 1934. до фебруара 1935. радио као асистент на етнолошкој катедри Филозофског факултета у Београду. Као студент био је београдски дописник суботичког и новосадског „Југословенског дневника“, а по завршетку студија 1935. прихватио је место професора у српскохрватским одељењима гимназије и учитељске школе у Темишвару, одакле је слао дописе „Политици“, издао књижевни алманах „Живот“ и уредио истоимени часопис, који је војна цензура забранила после првог двоброја (1936). Краће време био је професор гимназије у Великој Кикинди, а 1937. је дошао у Нови Сад, где је до 1944. био гимназијски професор а за време рата и секретар. Сарађивао је у „Летопису Матице српске“, за који је почео да пише још 1930. Окупио је групу истакнутих писаца и 1938. и 1939. објавио је две свеске „Војвођанског зборника“. У то време редовно је објављивао позоришне критике и књижевне прилоге у дневнику „Дан“, у ком је бесплатно водио рубрику позоришна критика.
После ослобођења, од фебруара 1945, преузео је најпре функцију секретара, лектора и драматурга Српског народног позоришта, а потом је у дневнику „Слободна Војводина“ уређивао културну рубрику и писао позоришну критику. Од 1. августа 1947. до 1. децембра 1949. био је управник Српског народног позоришта. На дужности директора Српског народног позоришта остао је до краја 1949. године. Тада напушта службу и постаје професионални књижевник у Београду.
Покренуо је 1952. књижевне новине под насловом „Стражилово“ и издавао их је годину дана, да би потом 1953/54. прихватио уређивање „Наше сцене“ (Нови Сад). Од 1956. до 1964. био је запослен као лектор и уредник београдских „Вечерњих новости“.

#### Српско народно позориште
У време његовог управљања Српским народним позориштем поново је установљена Опера а консолидован је и драмски ансамбл после масовног одласка еминентних глумаца у новоосновано Југословенско драмско позориште у Београду. Као амбициозан и марљив управник непрестано је бдео над пробама и представама и обилазио радионице активно учествујући у решавању текућих, како уметничких тако и практичних, проблема.
Одржавао је динамичне контакте са ресорским властима и друштвено-политичким телима и руководиоцима паметно и успешно користећи њихову наклоност према позоришту и настојећи да не изигра њихово поверење. Неговао је педантност и строгост и уз изванредну екипу редитеља (Ракитин, Кулунџић, Коњовић) постигао је да у сезонама његовог управниковања Српским народним позориштем од свих буде прихватано као „,мезимче“ – круна ове вишедеценијске плодне сарадње је Чиплићева књига Трагом Мезимчета србског, коју је Српско народно позориште издало 1980. Ту сарадњу не може да помути ни Чиплићев испад у „афери Голубњача“, када је у „Дневнику“ од 9. децембра 1982. објавио чланак Политички копци у голубијем перју „уметности“. Чиплић је писао да се у Голубњачи покказује великосрпски шовинизам.

##### Драматуршки рад
На конкурсу за драму у Новом Саду 1952. његова драма Концерт за две виолине освојила је другу награду (извођена је на Радио Сарајеву).
На сцени Српског народног позоришта пре рата му је извођена драма Успомена на Соренто (27. фебруар 1940), коју је волонтерски сâм режирао и која је због полицијске забране изведена само једном: „Контроверзна Чиплићева драма Успомена на Соренто, изведена у СНП фебруара 1940, изазвала је велику буру јер је била набијена политичким конотацијама. Први чин је завршен неуобичајеним аплаузом, али су се чули и звиждуци националистичке деснице која је настојала да онемогући представу. У другом чину се опет проломио аплауз за време извођења радње на сцени и настајао је све бурнији жагор како је наилазио текст који је имао политичко значење. То је била прва и последња представа овог комада, јер је полиција забранила његово даље извођење“ (А. Об.). На репертоару Српског народног позоришта била је и Чиплићева драматизација Сремчевог дела Поп Ћира и поп Спира (17. март 1949), као и позоришни комади Над попом попа (28. мај 1954), Варалица у Бечеју (24. новембар 1961), Трактат о слушкињама (8. новембар 1966) и Каплар и цар (25. мај 1971). У Атељеу 212 представа Слатко православље (15. октобар 1970) имала је 10 изведби.

#### Старост
Последње године живота провео је као слободан уметник, бавио се више сликањем него писањем. Писао је песме са тематиком из завичаја.
Сву своју скромну имовину оставио је Основној школи „Милоје Чиплић“ у Новом Бечеју.
Књиге и рукописе (имао је три књиге у рукопису) оставио је Матици српској.
Умро је у Београду 1989. године, у 79. години живота, и сахрањен је у Београду, на гробљу „Лешће“. Крајем јула 1989. године извршена је је ексхумација и сахрањен је, по личној жељи, у породичној гробници.

## Наслеђе
2021. године Банатски културни центар основао је и први пут доделио Награду „Богдан Чиплић”. Исте године, Банатски културни центар и Културни центар Војводине „Милош Црњански” објавили су у суиздаваштву Изабрана дела Богдана Чиплића у 6 томова.
У Новом Саду, у издању Прометеја, објављена је Антологија Чиплић, коју је 2003. приредио Драшко Ређеп.
Кућу у којој се родио Богдан Чиплић, стамбену зграду до православне цркве у Новом Бечеју, у Улици Иве Лоле Рибара, и после више од шездесет година од како су се Чиплићеви иселили из ње, Новобечејци називају Чиплићева школа.
У Ветернику постоји Улица Богдана Чиплића.

## Награде
- Награда СР Србије, за роман На велико и на мало, 1946.[1]
- Змајева награда Матице српске, за књигу стихова Слатко православље, 1968.[1]
- Награда СР Србије, за драму Сурова апотеоза.[1]

## Дела

### Песме
- Пољана, Нови Бечеј 1930.
- Обећана земља (за децу), Велика Кикинда 1931.
- Песме за Војводину, Нови Сад 1940.
- Канал Дунав-Тиса-Дунав, Нови Сад 1949.
- Дивље јато, Нови Сад 1952.
- Паорске баладе, Нови Сад 1955.
- Мртва Тиса, Београд 1955.
- Окамењена стада, Нови Сад 1959.
- Опроштај са Раховом, Београд 1960.
- Је л’ добро диваним, Београд 1964.
- Слатко православље, Београд 1968.
- Лек од смрти, Нови Сад 1968.

### Приповетке
- Преко Тисе, Нови Сад 1946.
- Из нових дана, Нови Сад 1948.
- Лекарска посета, Нови Сад 1950.
- Снага земље, Београд 1951.
- Стравична звона, Суботица 1958.

### Романи
- На велико на мало, Нови Сад 1946.
- Дечаци са Тисе, Нови Сад 1950.
- Бурно пролеће, Београд 1951.
- Синови равнице, Нови Сад 1952.
- Окови, Београд 1952.
- Јаруга, Београд 1953.
- Зид плача, Београд 1960.
- Кадрил, Нови Сад 1964.

### Романсиране биографије
- Ђорђе Зличић Цига, Београд 1951.
- Пинки, Београд 1956.
- Ђура Јакшић, Београд 1959.